# Phrynarachne rothschildi
Phrynarachne rothschildi es una especie de araña cangrejo del género Phrynarachne, familia Thomisidae. Fue descrita científicamente por Reginald Innes Pocock y Charles Rothschild en 1903.

## Distribución
Esta especie se encuentra en Sri Lanka.

## Tratamiento taxonómico
La especie aparece registrada y publicada en On a new birds’-dung spider from Ceylon. Proceedings of the Zoological Society of London 73(I, 1): 48–51, pl. 10.